# Barbara Fusar-Poli
Barbara Fusar-Poli (* 6. Februar 1972 in Sesto San Giovanni) ist eine ehemalige italienische Eiskunstläuferin, die im Eistanz startete.

## Karriere
Barbara Fusar-Poli begann erst mit zehn Jahren mit dem Eiskunstlaufen. Sie lief zunächst zusammen mit Matteo Bonfa und später mit Alberto Reani. Fusar-Poli trat für den Club Agora Skating Team Mailand an. Ihr Trainer war Roberto Pelizzola.
Ihre größten Erfolge erreichte Fusar-Poli mit ihrem dritten Eistanzpartner Maurizio Margaglio. 1996 debütierten sie bei Weltmeisterschaften. 2000 errangen sie ihre ersten Medaillen, indem sie Vize-Weltmeister und Vize-Europameister wurden. In der Saison 2000/2001 waren Fusar-Poli und Margaglio bei allen Wettbewerben siegreich, bei denen sie angetreten waren. Sie gewannen alle ihrer drei Grand-Prix-Wettbewerbe sowie das Grand-Prix-Finale. 2001 wurden sie in Bratislava Europameister und in Vancouver Weltmeister. Sie sind damit die ersten internationalen Titelträger im Eistanzen aus Italien.
Nach den Olympischen Winterspielen 2002, bei denen Fusar-Poli und Margaglio die Bronzemedaille gewinnen konnte, nahmen sie nicht mehr an internationalen Wettbewerben teil. Zu den Olympischen Spielen 2006 in Turin kehrten sie zurück und wurden wie schon bei ihren ersten Olympischen Spielen 1998 Sechste.
Seit dem Jahr 2000 ist Barbara Fusar-Poli mit Diego Cattani, Olympiasieger im Shorttrack, verheiratet. Zusammen haben sie zwei Kinder.
Inzwischen arbeitet sie als Trainerin.

## Ergebnisse

### Eistanz
(mit Maurizio Margaglio)
| Wettbewerb / Jahr            | 1995 | 1996 | 1997 | 1998 | 1999 | 2000 | 2001 | 2002 | 2006 |
| ---------------------------- | ---- | ---- | ---- | ---- | ---- | ---- | ---- | ---- | ---- |
| Olympische Winterspiele      |      |      |      | 6.   |      |      |      | 3.   | 6.   |
| Weltmeisterschaften          |      | 10.  | 9.   | 5.   | 5.   | 2.   | 1.   |      |      |
| Europameisterschaften        | 10.  | 8.   | 7.   | 5.   | 4.   | 2.   | 1.   | 2.   |      |
| Italienische Meisterschaften | 1.   | 1.   | 1.   | 1.   | 1.   | 1.   | 1.   | 1.   | 1.   |